# Goerodes axis
Goerodes axis är en nattsländeart som beskrevs av Ito 1985. Goerodes axis ingår i släktet Goerodes och familjen kantrörsnattsländor. Inga underarter finns listade i Catalogue of Life.